# Longwang Shan
Longwang Shan är ett berg i Kina.   Det ligger i provinsen Zhejiang, i den östra delen av landet, 1 100 km söder om huvudstaden Peking. Toppen på Longwang Shan är 1 037 meter över havet.
Terrängen runt Longwang Shan är huvudsakligen kuperad, men västerut är den bergig. Runt Longwang Shan är det ganska tätbefolkat, med 160 invånare per kvadratkilometer. Närmaste större samhälle är Xitianmu, 11,5 km söder om Longwang Shan.
Den utrotningshotade salamandern Hynobius amjiensis har sitt naturliga habitat vid berget.